# Sancti Adalberti episcopi Pragensis vita altera
Die Vita sancti Adalberti episcopi Pragensis oder Sancti Adalberti episcopi Pragensis vita altera und kurz Vita altera oder Vita posterior (deutsch Leben des hl. Adalbert, Bischof von Prag, polnisch Żywot drugi św. Wojciecha) ist eine in mittellateinischer Sprache von Brun von Querfurt verfasste hagiografische Schrift über das Leben (Vita), die Mission und den Märtyrertod des Adalbert von Prag. Das Incipit lautet Nascitur purpureus flos.

## Überlieferung
Die Vita liegt in zwei Fassungen vor: einer längeren (Redactio longior) und einer kürzeren (Redactio brevior). Die längere Fassung ist zugleich die ältere. Brun von Querfurt verfasste sie wahrscheinlich 1004 in Sachsen. Die kürzere, jüngere Fassung entstand vor Bruns Mission der Prußen 1009. Womöglich wurde sie wie die Epistola Brunonis an Heinrich II. 1008 in Polen abgefasst.
Beide Fassungen sind nur in wenigen Handschriften überliefert, von denen die ältesten aus dem 12. Jahrhundert stammen. Die längere Fassung ist lediglich in einer Handschrift aus der 2. Hälfte des 12. Jahrhunderts aus Württemberg überliefert, die heute auf Schloss Kynžvart aufbewahrt wird. Die kürzere Fassung ist in sechs Handschriften überliefert, von denen zwei aus Bayern und vier aus Tschechien stammen.

## Inhalt
Beide Fassungen der Vita umfassen 34 Kapitel. Sie unterscheiden sich jedoch im Umfang der Beschreibungen einzelner Episoden. Zudem fehlen in der kürzeren Fassung die Wunder und die Beschreibung der prophetischen Träume wurde eingeschränkt.

## Stil
Das Werk ist in rhythmisierter Kunstprosa im ornatus difficilis verfasst, die sich durch eine Vielzahl an Stilfiguren auszeichnet, insbesondere durch Metaphern, Vergleiche und Epitheta, sowie durch einen hypotaktischen Satzbau.
Neben der Bibel und den Werken von Gregor dem Großen finden sich in der Vita Zitate aus den Carmina von Horaz, der Äneis und den Eclogae von Vergil, den Metamorphosen von Ovid sowie den Satiren von Juvenal und Persius.

## Rezeption
Die Vita wurde von Cosmas von Prag rezipiert. Auch die Legende Tempore illo aus dem 13. Jahrhundert bezieht sich deutlich auf die Vita. Im 14. Jahrhundert erreichte sie solche Popularität, dass sie in polnische Sammlungen der Legenda aurea aufgenommen wurde.

## Ausgaben
- Jadwiga Karwasińska (Hrsg.): S. Adalberti Pragensis episcopi et martyris vita altera auctore Brunone Querfurtensi (= Monumenta Poloniae Historica. Nova Series. Band IV. Fasc. 2). Państwowe Wydawnictwo Naukowe, Warschau 1969.